# Sheldry Sáez
Sheldry Nazareth Sáez Bustavino (sinh ngày 15 tháng 1 năm 1992 tại Chitré, Herrera) là một vũ công, người mẫu, người dẫn chương trình truyền hình và nữ ca sĩ, biểu tượng sắc đẹp - người từng đoạt giải Hoa hậu Panamá 2011. Cô đại diện cho Panama tham gia cuộc thi Hoa hậu Hoàn vũ 2011 và lọt vào Top 10.

## Sự nghiệp người mẫu
Sự khởi đầu của sự nghiệp người mẫu của cô diễn ra khi cô thắng cuộc thi "Tìm kiếm ngưởi mẫu Wilhelmina" năm 2007. Nó đã cho Saez cơ hội làm việc cho Tài năng Wilhelmina Panama, cơ quan người mẫu chính thức của cô kể từ thời gian này.

## Hoa hậu Panama 2011
Vào cuối cuộc thi Hoa hậu Panamá 2011, cô cũng nhận được các giải thưởng như Trang phục Xuất sắc nhất, Hoa hậu Ăn ảnh và "Hoa hậu Hội đồng" do ban giám khảo trao tặng, bao gồm các nữ hoàng sắc đẹp và những người tham gia Hoa hậu Panama.
Sáez cao 5 ft (1,73 m), và tranh tài trong cuộc thi sắc đẹp quốc gia Hoa hậu Panamá 2011, đoạt danh hiệu Hoa hậu Hoàn vũ Panamá. Cô tham gia với tư cách thí sinh đại diện cho tỉnh Herrera.

## Hoa hậu Hoàn vũ 2011
Cô là thí sinh đại diện cho Panama tham gia cuộc thi Hoa hậu Hoàn vũ lần thứ 60 được tổ chức tại Credicard Hall, São Paulo, Brazil vào ngày 12 tháng 9 năm 2011. Cô dừng chân ở Top 10 và giành giải thưởng Trang phục truyền thống đẹp nhất.